# Anatomie du cheval

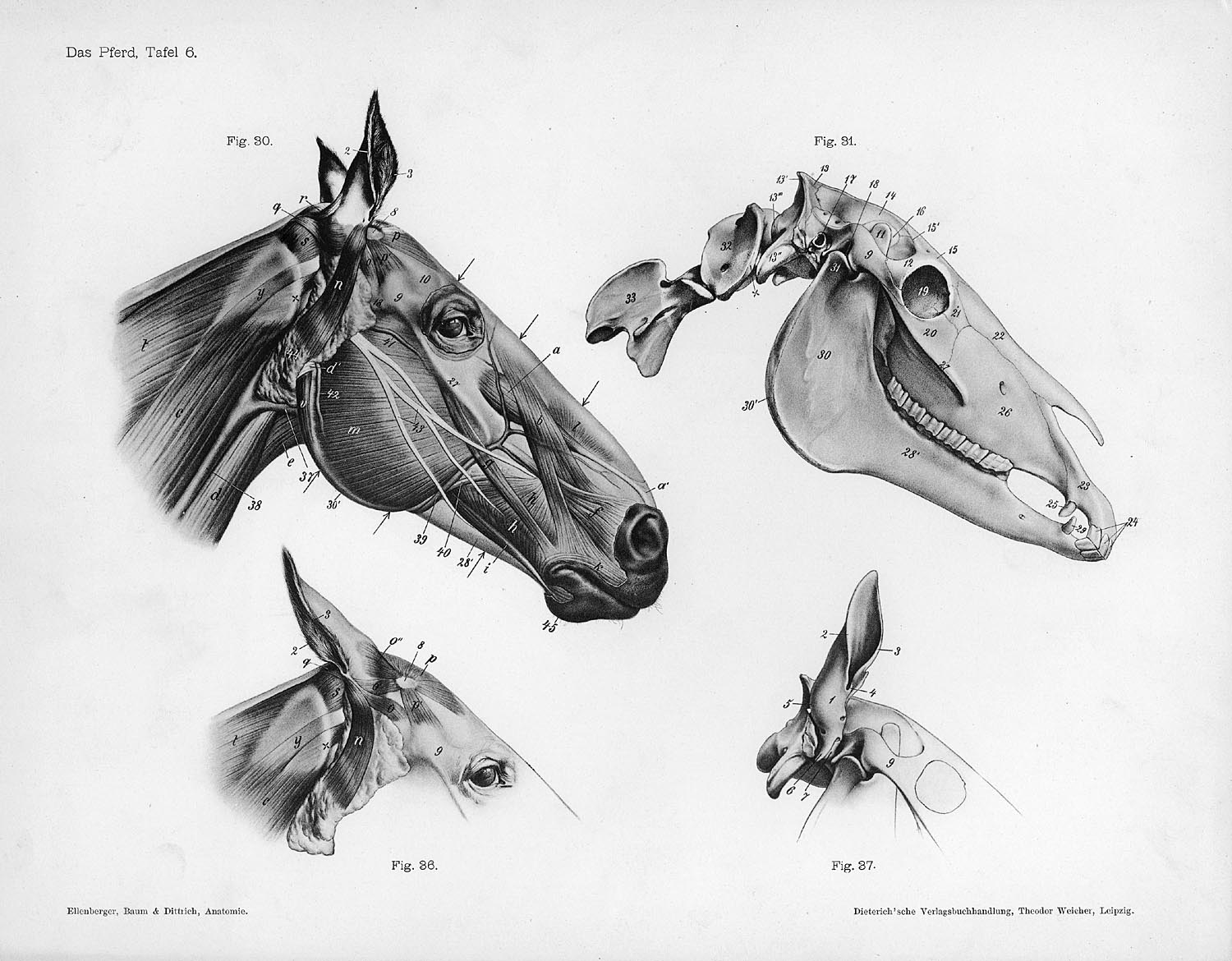
Anatomie de la tête du cheval.

L'anatomie du cheval, ou la description des parties internes de cet animal, a été étudiée tôt par l'homme, car ce dernier a cherché à comprendre son fonctionnement pour mieux l'utiliser. L'un des premiers ouvrages sur l'anatomie du cheval est celui de Carlo Ruini, en 1598.

## Le squelette
Le squelette est composé de 206 os et représente environ 8 % de la masse du cheval. Il supporte les parties molles du corps, joue le rôle de structure et protège les organes vitaux. La colonne vertébrale se compose de 54 os tandis que la boîte crânienne en possède 34. Le cheval a 18 paires de côtes. Contrairement à l'homme, le cheval n'a pas de clavicule, un trait commun à la plupart des ongulés, dont les mouvements des membres antérieurs sont limités sur le côté.

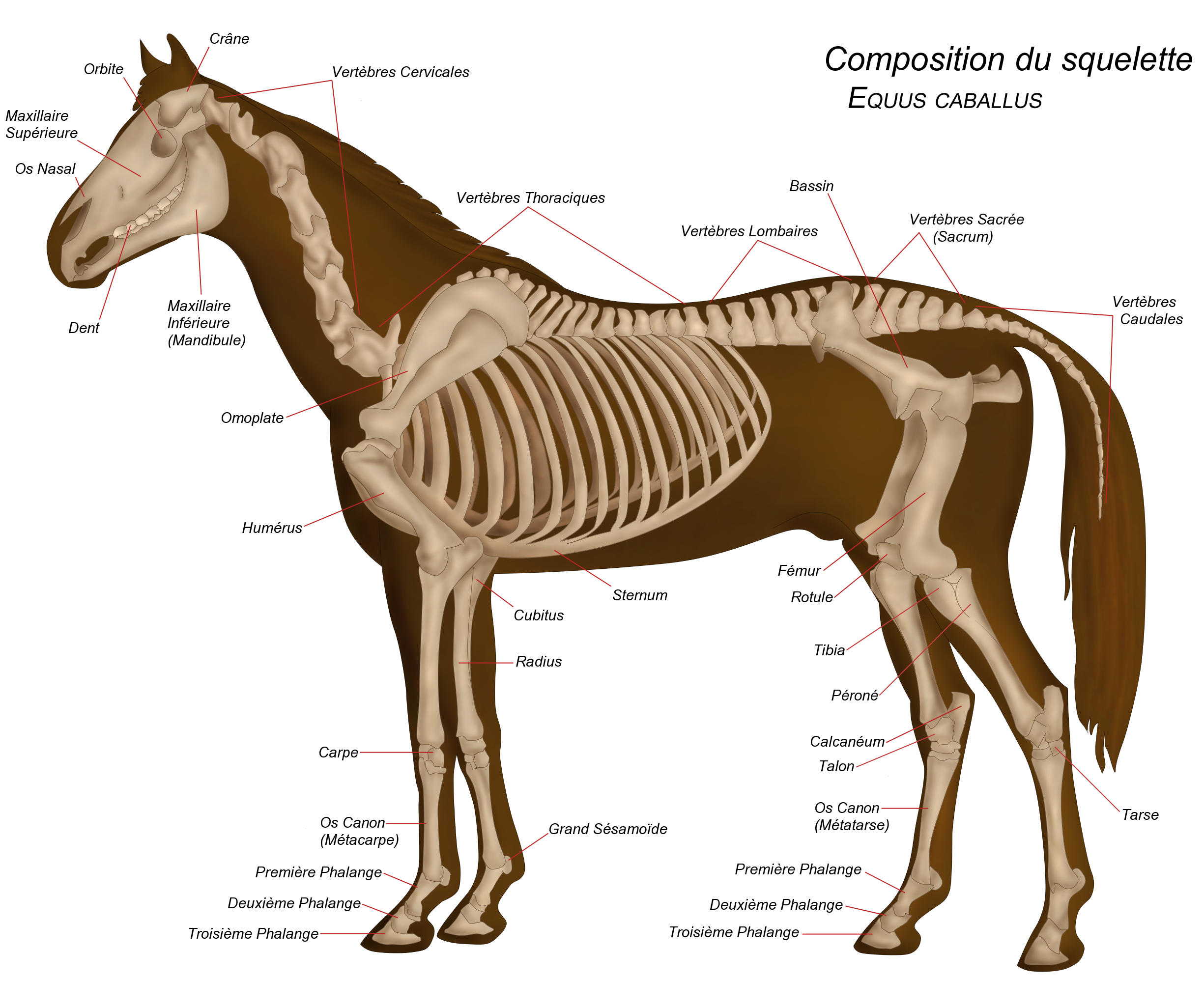
Squelette d'un cheval.

Le système squelettique est maintenu par des ligaments et des tendons. Les premiers relient les os entre eux tandis que les tendons assurent la liaison entre l'os et le muscle. Au niveau des articulations se trouvent les membranes synoviales qui contiennent le liquide synovial servant de lubrifiant naturel. Les autres parties de l'os sont entourées du périoste.
La croissance du squelette du cheval se termine vers l'âge de six-sept ans approximativement, âge auquel les dernières vertèbres finissent leur croissance totale ; ce chiffre varie selon les individus, plus ou moins précoces. 
Le cheval possède 7 vertèbres cervicales, 18 vertèbres thoraciques ou vertèbres dorsales qui soutiennent les côtes (18 paires de côtes, dont 8 paires de côtes sternales et 10 asternales ou côtes libres, soit 36 côtes), 6 vertèbres lombaires, 5 vertèbres sacrales, 15 à 18 vertèbres caudales/coccygiennes (de la queue),.
Les os du cheval sont classés en :
- os longs  (humérus, péroné…) ;
- os courts (les vertèbres, les os du carpe et du tarse…) ;
- os plats (les os du bassin, l'omoplate…).

## Muscles
Le cheval dispose de plus de 480 muscles ce qui représentent environ 60% de son poids.
Les muscles sont constitués d'un ensemble de fibres. Ces fibres agissent par contraction ou par extension. Les muscles sont reliés aux os soit directement, soit par l'intermédiaire des tendons. Ils permettent le mouvement du cheval, en agissant sur le mouvement de la plupart des os entre eux.
On distingue différents types de muscles :
- Les muscles striés, dit aussi muscles rouges ou squelettiques. Leur contraction est volontaire. Ils permettent la locomotion du cheval.
- Les muscles lisses dit aussi muscles blancs ou viscéraux. Leur contraction est inconsciente, indépendante de la volonté. Ils permettent le fonctionnement interne du corps du cheval. Les muscles de l'appareil digestif sont des muscles lisses.
- Le cœur est à la fois un muscle strié et lisse. Sa contraction est automatique, involontaire, inconsciente, comme les muscles lisses. Le rythme cardiaque varie en fonction de l'effort, de l'état de santé, de la température extérieure.

On distingue 5 grands groupes de muscles moteurs : 
- Les muscles extenseurs, ou releveurs. Ils permettent d’ouvrir un axe articulaire.
- Les muscles fléchisseurs, ou abaisseurs. Ils permettent de fermer un axe articulaire
- Les muscles rotateurs. Ils ont pour effet de faire pivoter un segment par rapport à l'axe du corps ou par rapport à lui-même. Ils permettent les déplacements circulaires.
- Les muscles abducteurs. Ils écartent un segment de l'axe du corps.
- Les muscles adducteurs. Ils rapprochent un segment vers l'axe du corps.

Les muscles agissent le plus souvent par groupes :
- Les muscles agonistes ou congénères. Ils agissent dans le même sens. Le trapèze cervical et l’angulaire de l'épaule vont tous deux ouvrir l’angle de l’épaule du cheval.
- Les muscles antagonistes. Ils agissent en sens opposé. Par exemple, les extenseurs s’étirent quand les fléchisseurs se contractent. Les adducteurs se contractent quand les abducteurs s’étirent.
- Le muscle peaucier, agit par réflexe pour éloigner les insectes.

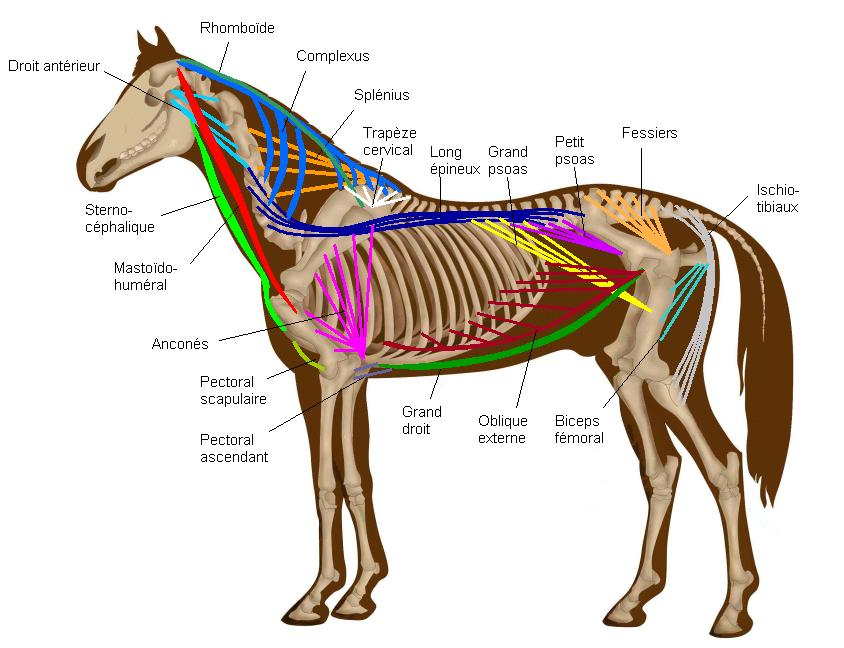
Muscles du cheval (1re partie)

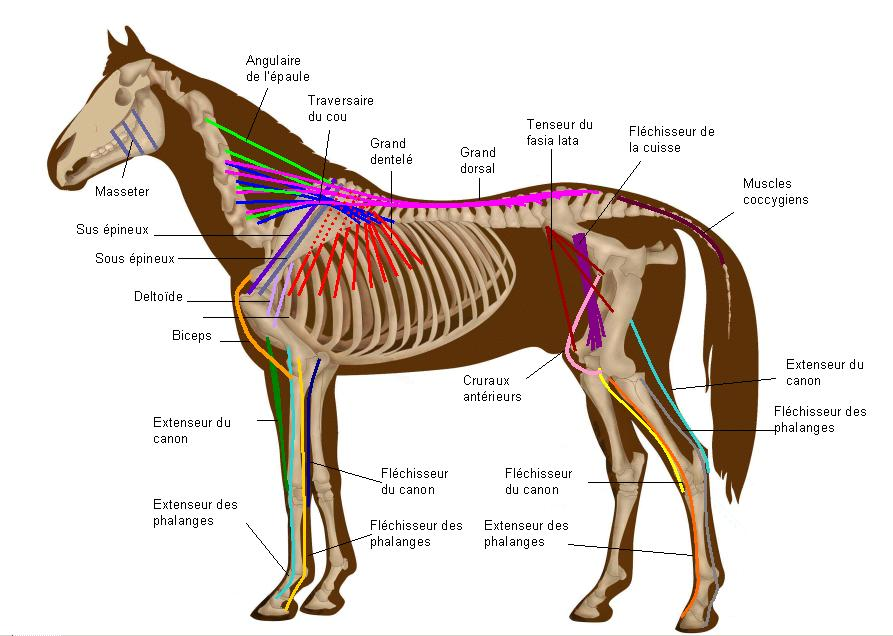
Muscles du cheval (2e partie)

| Partie anatomique extérieure | Partie anatomique extérieure | Nom du muscle               | Action                   |
| ---------------------------- | ---------------------------- | --------------------------- | ------------------------ |
| Avant-main                   | Tête                         | Canin                       | Muscle des naseaux       |
| Avant-main                   | Tête                         | Orbiculaire des lèvres      | Muscle des lèvres        |
| Avant-main                   | Tête                         | Masseter                    | Muscle de la mastication |
| Avant-main                   | Tête                         | Sterno-céphalique           | Fléchisseur              |
| Avant-main                   | Tête                         | Mastoïdo-huméral            | Fléchisseur              |
| Avant-main                   | Tête                         | Droit antérieur de la tête  | Fléchisseur              |
| Avant-main                   | Tête                         | Splenius                    | Extenseur                |
| Avant-main                   | Tête                         | Complexus                   | Extenseur                |
| Avant-main                   | Tête                         | Droit postérieur de la tête | Extenseur                |
| Avant-main                   | Tête                         | Grand Oblique de la tête    | Rotateur                 |
| Avant-main                   | Encolure                     | Long du cou                 | Fléchisseur              |
| Avant-main                   | Encolure                     | Intertraversaire du cou     | Fléchisseur              |
| Avant-main                   | Encolure                     | Angulaire de l'épaule       | Extenseur                |
| Avant-main                   | Encolure                     | Traversaire du cou          | Extenseur                |
| Avant-main                   | Épaule                       | Trapèze cervical            | Élévateur                |
| Avant-main                   | Épaule                       | Rhomboïde                   | Élévateur                |
| Avant-main                   | Épaule                       | Angulaire de l'épaule       | Élévateur                |
| Avant-main                   | Épaule                       | Trapèze dorsal              | Élévateur                |
| Avant-main                   | Épaule                       | Mastoïdo-huméral            | Élévateur                |
| Avant-main                   | Épaule                       | Grand dentelé               | Élévateur                |
| Avant-main                   | Épaule                       | Pectoral ascendant          | Élévateur                |
| Avant-main                   | Épaule                       | Pectoral scapulaire         | Élévateur                |
| Avant-main                   | Bras                         | Sous-épineux                | Fléchisseur              |
| Avant-main                   | Bras                         | Sous-scapulaire             | Fléchisseur              |
| Avant-main                   | Bras                         | Deltoïde                    | Fléchisseur              |
| Avant-main                   | Bras                         | Grand dorsal                | Fléchisseur              |
| Avant-main                   | Bras                         | Sus-épineux                 | Extenseur                |
| Avant-main                   | Bras                         | Mastoïdo-huméral            | Extenseur                |
| Avant-main                   | Bras                         | Pectoral scapulaire         | Adducteur                |
| Avant-main                   | Bras                         | Sous-scapulaire             | Adducteur                |
| Avant-main                   | Bras                         | Sous-épineux                | Abducteur                |
| Avant-main                   | Avant-Bras                   | Biceps                      | Fléchisseur              |
| Avant-main                   | Avant-Bras                   | Anconés                     | Extenseur                |
| Avant-main                   | Membre antérieur             | Fléchisseur du carpe        | Fléchisseur              |
| Avant-main                   | Membre antérieur             | Fléchisseur des phalanges   | Fléchisseur              |
| Avant-main                   | Membre antérieur             | Extenseur du carpe          | Extenseur                |
| Avant-main                   | Membre antérieur             | Extenseur des phalanges     | Extenseur                |
| Tronc                        | Dos                          | Grand dorsal                | adducteurs               |
| Tronc                        | Dos                          | Long épineux                | Tenseur                  |
| Tronc                        | Flancs                       | Grand dentelé               | adducteurs               |
| Tronc                        | Flancs                       | Intercostal                 | adducteurs               |
| Tronc                        | Flancs                       | Oblique externe             | Fléchisseur              |
| Arrière-main                 | Croupe                       | Petit psoas                 | Fléchisseur              |
| Arrière-main                 | Croupe                       | Fléchisseur du rachis       | Fléchisseur              |
| Arrière-main                 | Croupe                       | Extenseur du rachis         | Extenseur                |
| Arrière-main                 | Cuisse                       | Grand psoas                 | Fléchisseur              |
| Arrière-main                 | Cuisse                       | Fessier                     | Extenseur et Abducteur   |
| Arrière-main                 | Cuisse                       | Tenseur du Fasia Lata       | Tenseur                  |
| Arrière-main                 | Cuisse                       | Droit interne               | Adducteur                |
| Arrière-main                 | Cuisse                       | Grand adducteur             | Adducteur                |
| Arrière-main                 | Cuisse                       | Couturier (ou Sartorius)    | Adducteur                |
| Arrière-main                 | Jambe                        | Long vaste                  | Fléchisseur              |
| Arrière-main                 | Jambe                        | Semi-tendineux              | Fléchisseur              |
| Arrière-main                 | Jambe                        | Crurial antérieur           | Extenseur                |
| Arrière-main                 | Membre postérieur            | Fléchisseur du canon        | Fléchisseur              |
| Arrière-main                 | Membre postérieur            | Fléchisseur des phalanges   | Fléchisseur              |
| Arrière-main                 | Membre postérieur            | Extenseur du canon          | Extenseur                |
| Arrière-main                 | Membre postérieur            | Extenseur des phalanges     | Extenseur                |

## Bouche et denture

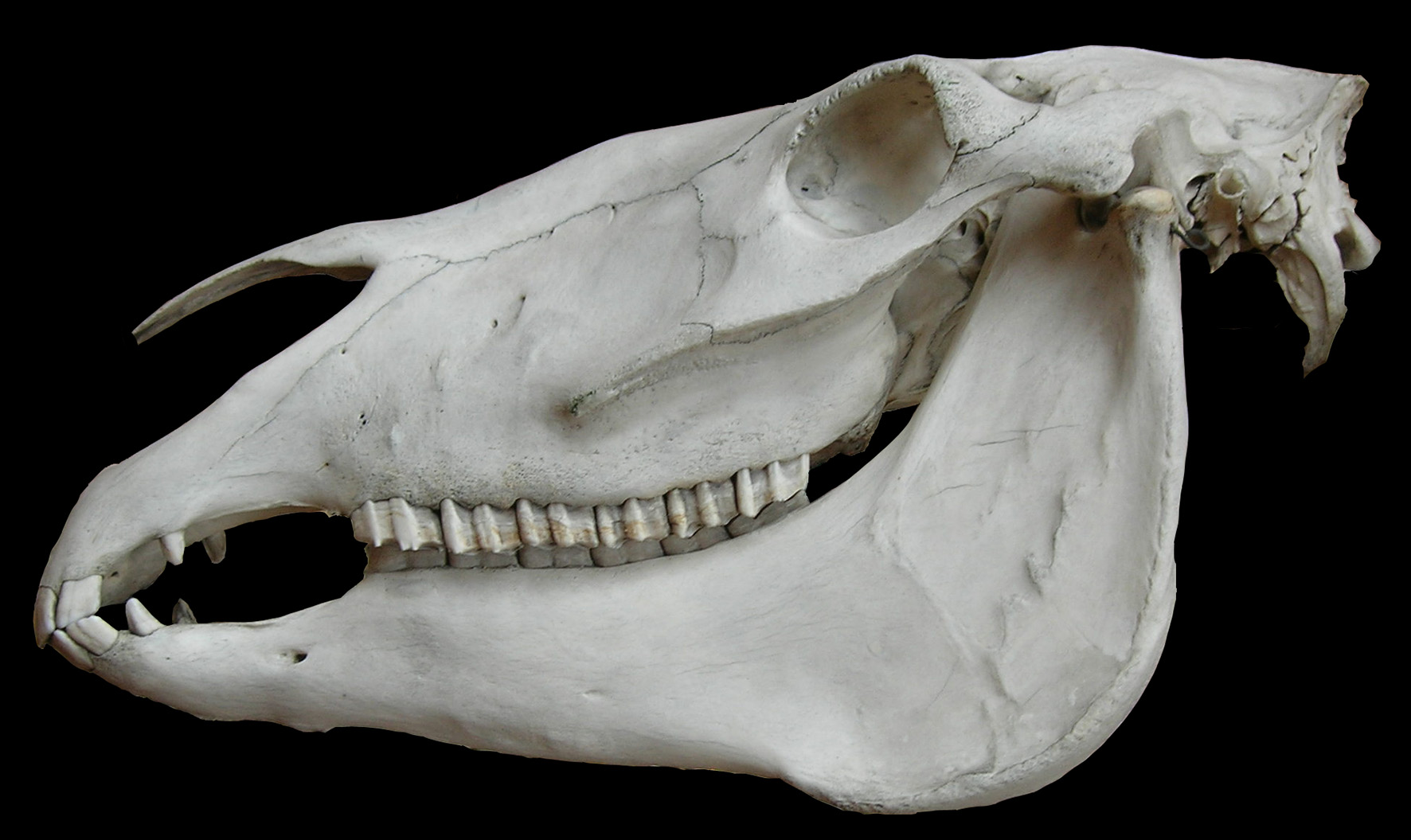
Dentition vue de profil.

La bouche est un organe important dans l'usage du cheval car elle reçoit le mors et permet de conduire le cheval. Elle est composéeː
- Des lèvres supérieures et inférieures. La lèvre supérieure est très mobile et permet au cheval de sélectionner les aliments. Le contact du mors du filet s'établit au niveau de la commissure des lèvres. Son action est influencée par la direction de la fente des lèvres.
- Des barres, espaces compris entre les crochets et les molaires chez le mâle, les incisives et les molaires chez la femelle. Le canon du mors repose sur les barres.
- De la langue qui repose dans le canal lingual. Le canal lingual est situé dans le creux de l'auge, entre les deux branches du maxillaire inférieur[4]. La langue, qui est très mobile,  intervient dans la mastication, l'insalivation et la déglutition. Le frein de langue la relie au plancher du canal lingual, deux barbillons se trouvant de chaque côté de celui-ci. Le mors de bride prend partiellement appui sur la langue.
- Du palais et du voile du palais constituent la partie voûtée de la bouche. La surface de sa muqueuse comporte une série alternée de sillons et de fins bourrelets transversaux[4]. Les jeunes chevaux sont sujets à l'inflammation du palais, pathologie nommée le lampas.
- Des glandes salivaires[5].

La denture d'un cheval adulte est composée des deux dents de devant appelées pinces entourées de deux mitoyennes également entourées de deux coins. Les pinces, les mitoyennes et les coins sont les incisives. Entre les dents de devant et les molaires se trouve un espace édenté appelé barre. À cet endroit repose le mors du filet.
Les mâles ont tous 4 canines appelés crochets, à la différence des juments qui n'en possèdent pas. Parfois, sous l'effet d'hormones, une jument peut en avoir, mais cela est très rare (une jument porteuse de canines est appelée bréhaigne). Ensuite se présentent trois paires de prémolaires et trois paires de molaires. Un cheval mâle adulte possède 40 dents, mais peut en avoir 44 au maximum. Les juments adultes ont 36 dents. Les mâles ont deux paires de canines de plus que les juments sur la mâchoire inférieure et supérieure. Ces canines sont un héritage de l'eohippus, ancêtre omnivore du cheval.
La denture définitive est acquise à l'âge de six ans environ. Les dents du cheval sont en croissance permanente, ce qui lui permet de manger des plantes abrasives comme les graminées. Dans la nature, l'usure due à la mastication compense la pousse des dents. Elle permet aussi de connaître l'âge de l'animal jusqu’à ses douze ou treize ans, d'après Butler, il est possible de déterminer l'âge des chevaux jusqu’à leurs trente ans.
La barbe, aussi appelée houppe ou passage de gourmette, se situe à l'arrière de la lèvre inférieure, au point de rencontre des deux branches du maxillaire. elle sert de point d'appui à la gourmette.

## Système cardiaque

### Le cœur

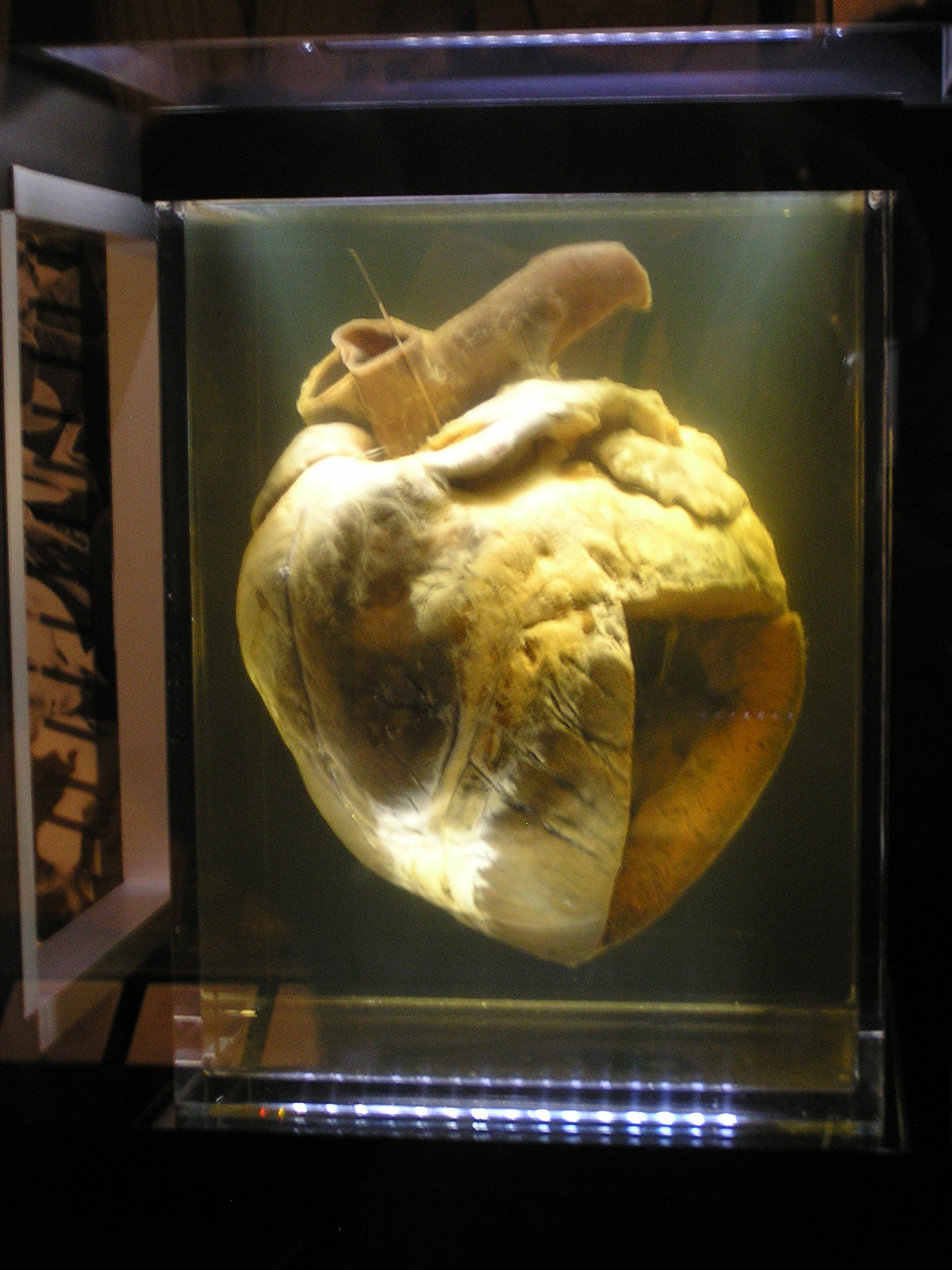
Le cœur du cheval de course Phar Lap

Le cœur, muscle viscéral strié, pèse de 3 à 5 kg chez un cheval de 500 kg. La masse musculaire dépend de son entraînement. Il mesure 26 cm environ de diamètre. Sa fréquence cardiaque est de 28 à 40 battements par minute au repos, à 220 battements lors de grands efforts. Un cheval au repos ayant une fréquence cardiaque supérieure à 50 battements par minute traduit une souffrance de l'animal. Le cœur est situé dans la partie antérieure de la poitrine, recouvert en partie par les poumons. Un échancrure du poumon gauche lui permet de quasiment toucher la paroi thoracique de ce côté.
Le cœur comporte quatre cavités:
- L'oreillette gauche
- Le ventricule gauche
- L'oreillette droit
- Le ventricule droit

Le cœur se contracte pour se vider de son contenu (systole) et se relâche pour que ses cavités se remplissent (diastole).

### Le système circulatoire
Le cheval possède 40 litres de sang (pour un cheval de 500 kg). Le sang est amené vers le cœur par les veines, et vers la périphérie par les artères. Les artères et les veines sont plus volumineuses au voisinage du cœur et diminuent de diamètre au fur et à mesure qu'elles se divisent jusqu'à devenir des capillaires sanguins.

## Système respiratoire
La capacité du poumon d'un cheval est d'environ 10 à 12 litres. Ses grands naseaux permettent de prendre d'importantes quantités d'air. Sa fréquence respiratoire va de 10 à 15 cycles par minute au repos, 18 cycles au pas, 52 cycles après une petite séance de trot, à 70 cycles après cinq minutes de galop. À cette allure, le cheval cale ses inspirations et expirations sur le rythme des battues. La fréquence respiratoire s'apprécie par l'examen des mouvements des flancs ou de l'aile du nez. Un cheval ne respire pas par la bouche, il n'utilise que ses naseaux. La quantité d'air mise en mouvement peut atteindre 50 000 litres par jour. Le cheval doit donc disposer de 20 mètres cubes d'air minimum en écurie.
Le système respiratoire comprend:
- Une partie extra-thoracique: 
  - Le nez. Les ailes du nez, en cartilage, permettent le passage de l'air dans les cavités nasales.
  - Le pharynx. Le pharynx est un carrefour commun entre le système digestif et respiratoire.
  - Le larynx. Le larynx est un conduit cartilagineux, tapissé d'une muqueuse. Les cordes vocales sont fixées au cartilage aryténoïde et aux ventricules laryngiens.
  - La trachée. La trachée est un tube composé d'anneaux cartilagineux, reliant le larynx aux poumons.
- Une partie intra-thoracique: 
  - les bronches, les bronchioles et les alvéoles constituant le poumon. La trachée se divise en deux bronches. Ces bronches vont distribuer l'air à chaque poumon, par l'intermédiaire des bronchioles.
  - Le poumon est tapissé de plèvre et est suspendu à la colonne vertébrale par le médiastin. Il occupe la cage thoracique avec le cœur.

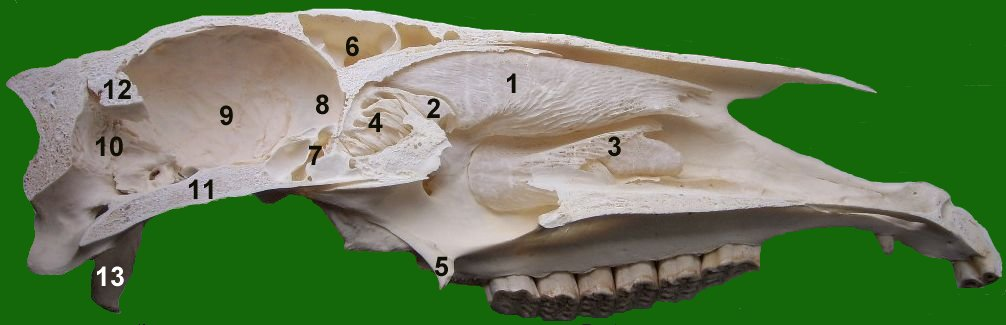
La cavité nasale du cheval.
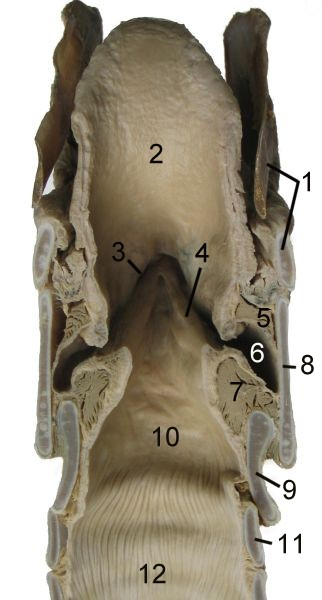
Le larynx du cheval : 1 Os hyoïdien; 2 Epiglottis; 3 Fausses cordes vocales; 4 Cordes vocales; 5 Muscle ventriculaire; 6 Ventricule laryngien; 7 Muscle vocal; 8 Pomme d'Adam; 9 Anneaux du cartilage; 10 Cavité infra-glottale; 11 Premier tube cartilagineux des bronches; 12 Bronche

## Système digestif

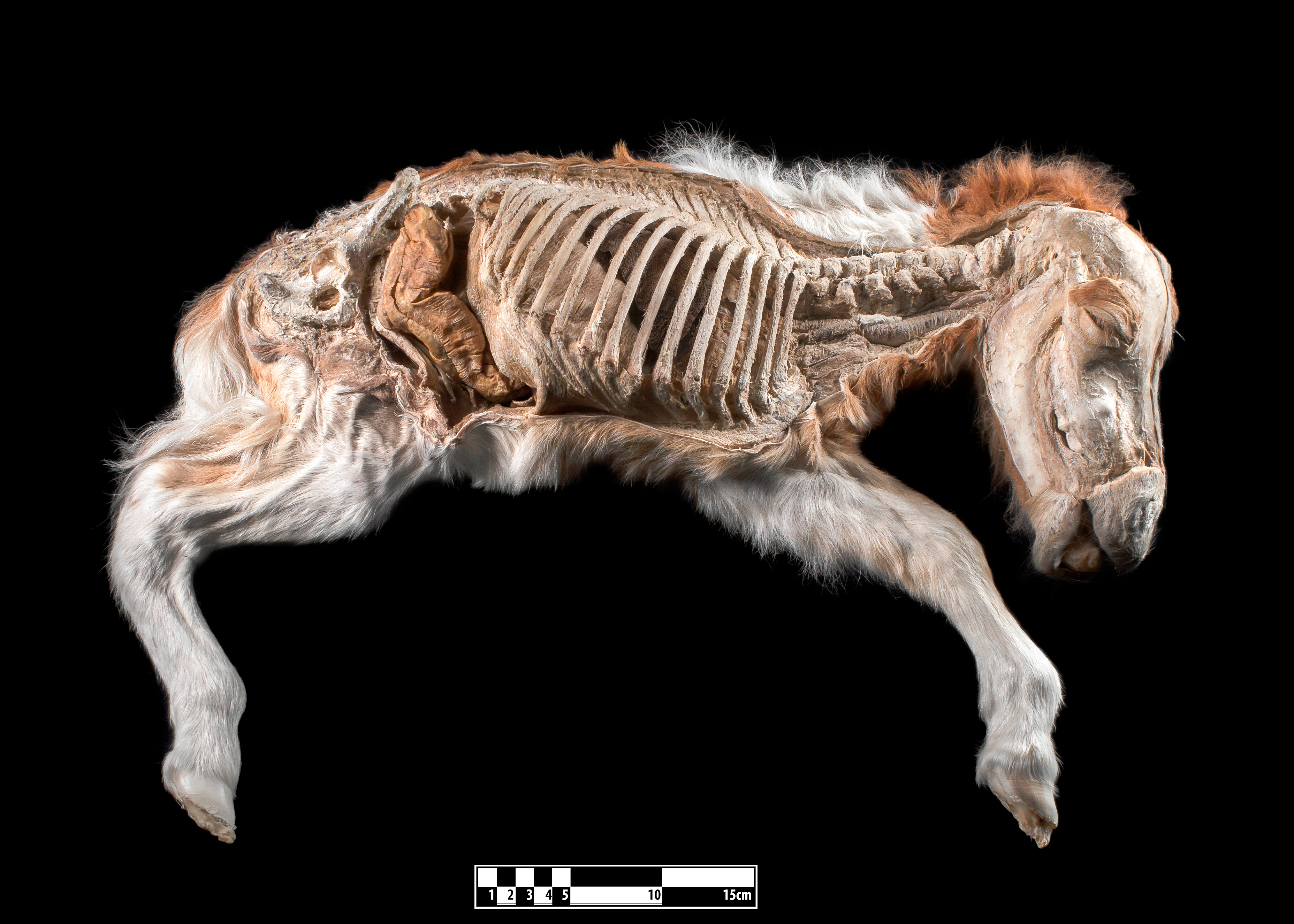
Anatomie d'un poulain miniature

Le cheval est un herbivore monogastrique (un seul estomac) ; cela signifie qu’il fait partie de la famille des non-ruminants, au même titre que l’âne ou le lapin. Par rapport à un herbivore ruminant (la vache par exemple, ou encore le mouton), le système digestif du cheval est caractérisé par un petit estomac (7 % du volume total) et un grand intestin.
L'appareil digestif du cheval se compose de
:
- La bouche
  - Dents. Les molaires servent à la mastication, aidant à transformer les aliments en bol alimentaire.
  - Langue
  - Pharynx. Le pharynx est un carrefour commun entre le système digestif et respiratoire.
  - Glandes salivaires. Les glandes salivaires sécrètent la salive. La salive sert à la formation du bol alimentaire, à la déglutition et à la transformation chimique des aliments grâce à l'amylase, une enzyme digestive. Les granulés nécessitent quatre fois leur poids en salive, l'avoine une fois son poids, les fourrages verts une demi-fois. Les glandes salivaires peuvent sécréter plus de 35 kg de salive pour un repas.
- L'œsophage.

L'œsophage relie le pharynx à l'estomac. Il mesure 1,5 m environ.
- L'estomac.

L'estomac du cheval a un volume de 15 à 18 litres (4 à 10 % du tube digestif). C'est un petit volume pour un animal de la taille du cheval. De plus, il ne se remplit qu'aux deux-tiers (10-12 litres). C'est pourquoi il est recommandé de fractionner la ration du cheval en au moins trois repas. À l'état naturel, le cheval passe la plupart de son temps à brouter, remplissant peu mais fréquemment son estomac.
L'estomac possède à son entrée un sphincter appelé "cardia". Contrairement à l'homme, ce sphincter empêche le cheval de vomir. Les aliments y continuent leur transformation chimique sous l'action du suc gastrique. Ils ne sont pas brassés ce qui veut dire que les aliments du cheval doivent être donné dans un certain ordre, car ce qui rentre ressort exactement dans le même ordre. En une heure, les deux tiers d'un repas sont digérés. Le dernier tiers séjourne dans l'estomac entre 5 et 6 heures. L'estomac a un tube de sortie appelé pylore. 
- Le foie.

Le foie sécrète la bile. Le cheval ne possède pas de vésicule biliaire, contrairement à l'homme : la bile est libérée au fur et à mesure de sa production.
- Le pancréas.

Le pancréas sécrète 4 litres environ de suc pancréatique par jour. Ce suc contient des enzymes qui favorisent la digestion des sucres, graisses et protéines. Le pancréas produit aussi des hormones : l'insuline et le glucagon, régulant le taux de sucre dans le sang (glycémie).
- L'intestin grêle.

Le intestin grêle  mesure 22 mètres de long environ. Les aliments y subissent l'action du suc pancréatique, de la bile et des sucs intestinaux, pour se transformer en chyle. Une partie des éléments du chyle passent à travers les parois intestinales dans des canaux qui amènent ces matériaux dans le sang. Il faut éviter de soumettre le cheval à un travail important après un repas pour ne pas gêner le processus de digestion effectué dans l'intestin grêle. Les déchets de la digestion sont poussés dans le cæcum puis le gros intestin.
- Le cæcum.

Le cæcum a capacité de 30 à 40 litres et mesure 1,20 m environ. Il permet la fermentation microbienne des aliments.
- Le gros intestin.

Le gros intestin ou côlon flottant mesure entre 6 et 8 mètres. Il représente un volume de 96 litres environ. Le côlon flottant du cheval est fragile, une des maladies courantes du cheval étant la colique. Il participe aussi à la fermentation des aliments résiduels qui mène à la production d'acides gras volatils absorbés par les cellules épithéliales. Les aliments y séjournent de 18 à 24 heures, y sont déshydratés concomitamment à l'absorption des nutriments et transformés en crottins.

## Système nerveux
Le système nerveux du cheval se subdivise en système nerveux central et système nerveux périphérique, comme chez l’homme. Le système nerveux central est constitué des hémisphères cérébraux, du cervelet et de la moelle épinière, le système nerveux périphérique des autres nerfs du cheval.

### Système nerveux central

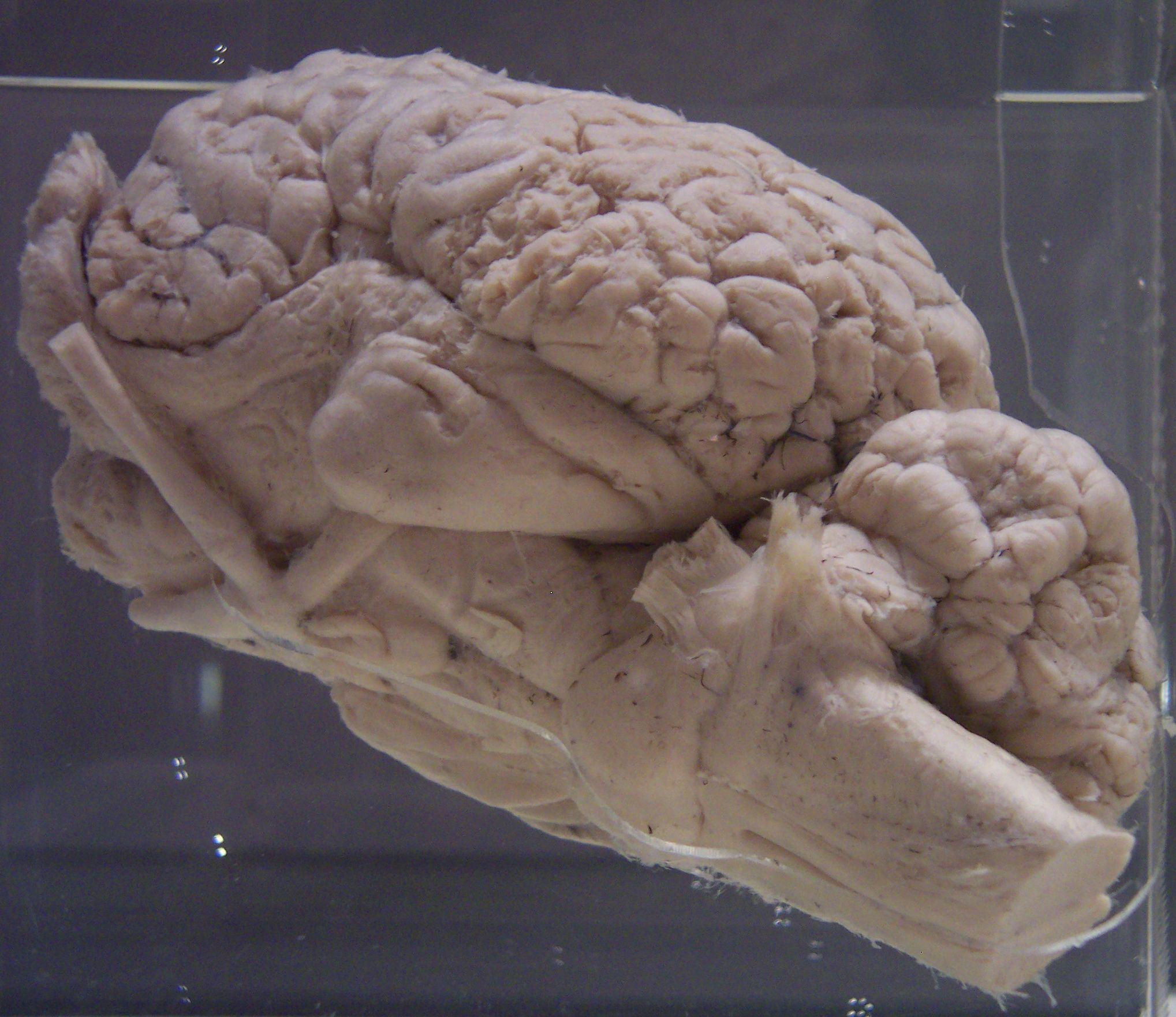
Le cerveau du cheval.

- L’encéphale est toute la partie du système nerveux central protégé dans la boite crânienne : des hémisphères cérébraux, et le cervelet. Il pèse environ 500 g, soit 0,12 % de la masse du cheval (contre 2,33 % chez l’homme). Le coefficient d’encéphalisation, qui fournit une indication sur le volume du cerveau apte à développer des fonctions cognitives (apprentissage, développement), est de 0,07 chez le cheval. À titre de comparaison, il est de 0,71 chez l’homme.
  - Les deux hémisphères cérébraux, gauche et droit, sont subdivisés en régions : frontales, pariétales, temporales et occipitales. Ils mesurent de 12 à 13 cm de long et 5 cm de large environ.
  - Le cervelet est chargé de la coordination des mouvements et de l’équilibre. Il pèse près de 70 g, pour un diamètre de 6 cm environ.
- L’encéphale est continué par la moelle épinière, le long du canal vertébral. Cette dernière pilote certains comportements réflexes[c 7].

### Système nerveux périphérique
Les principaux nerfs sont soit reliés directement au cerveau, soit sont reliés à la moelle épinière.
On distingue:
- Les nerfs sensitifs, qui transmettent les impressions reçues
- Les nerfs moteurs, qui transmettent l'ordre d'agir aux muscles
- Les nerfs mixtes, qui se comportent à la fois comme des nerfs sensitifs et des nerfs moteurs.

Les principaux nerfs du cheval sont:
- Au niveau de la tête, les nerfs de la face.
- Le long de l'encolure puis dans le tronc, menant à l'estomac, le nerf pneumo-gastrique.
- Le plexus brachial au niveau des épaules.
- Le nerf médian, le nerf radial et le nerf plantaire le long des membres.
- Le plexus solaire.
- Le plexus lombo-sacré.
- Le nerf fémoral, le nerf sciatique et le nerf tibial au niveau de la cuisse.

## Appareil reproducteur

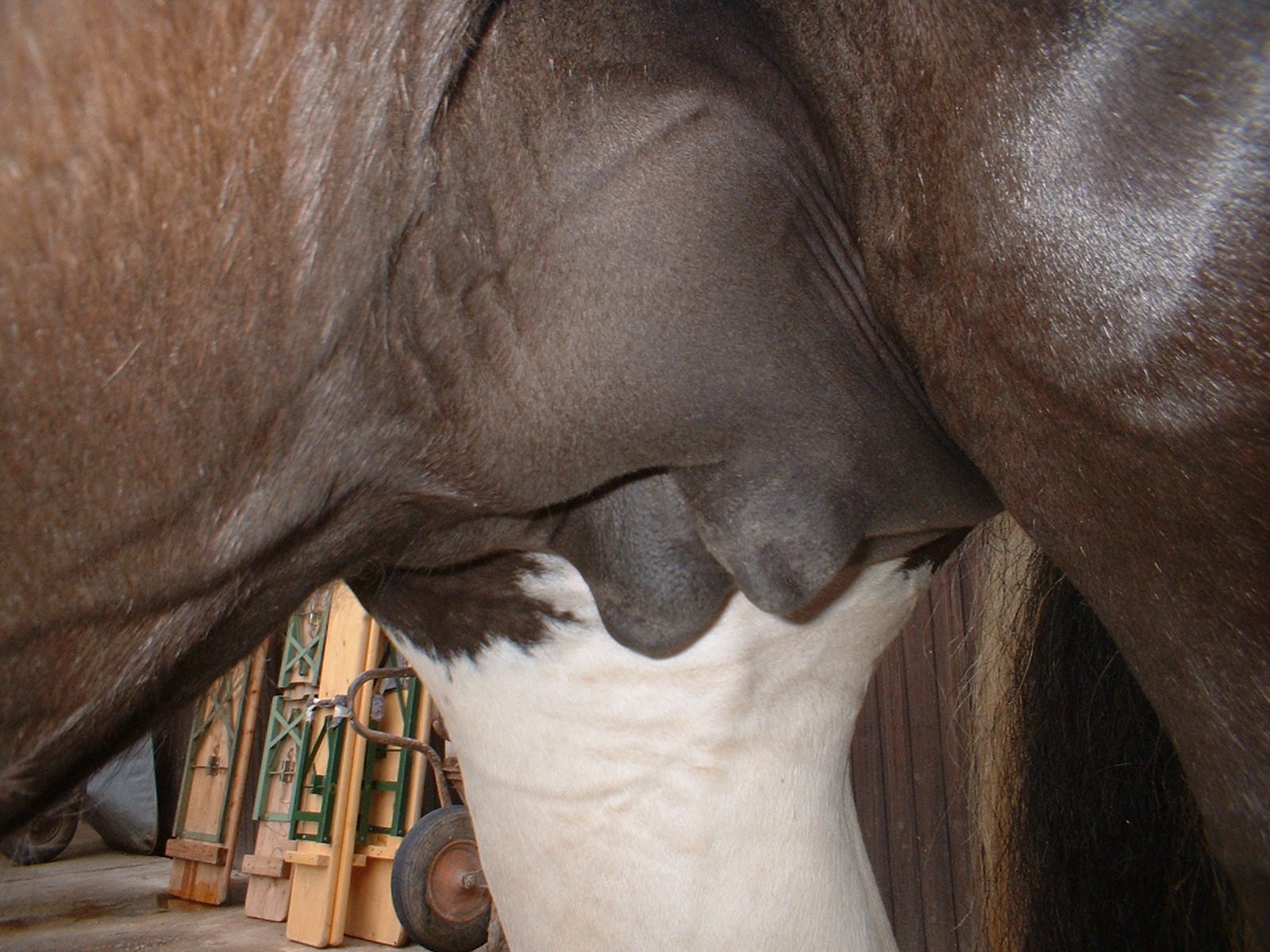
Les mamelles chez la jument

L'appareil génital externe du cheval se compose de : la vulve et les mamelles pour la jument, la verge  pour l'étalon.

## Galerie

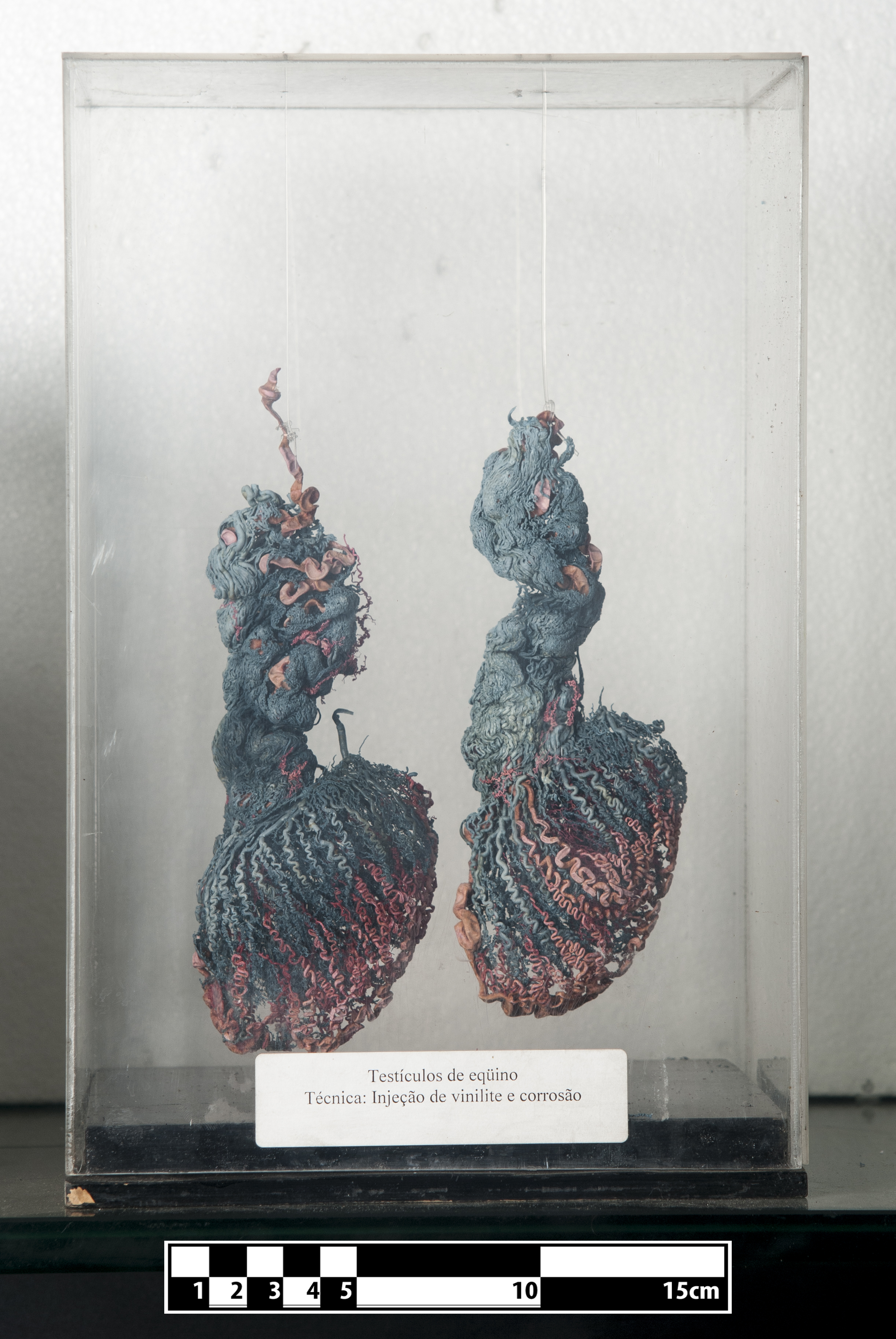
Testicules.
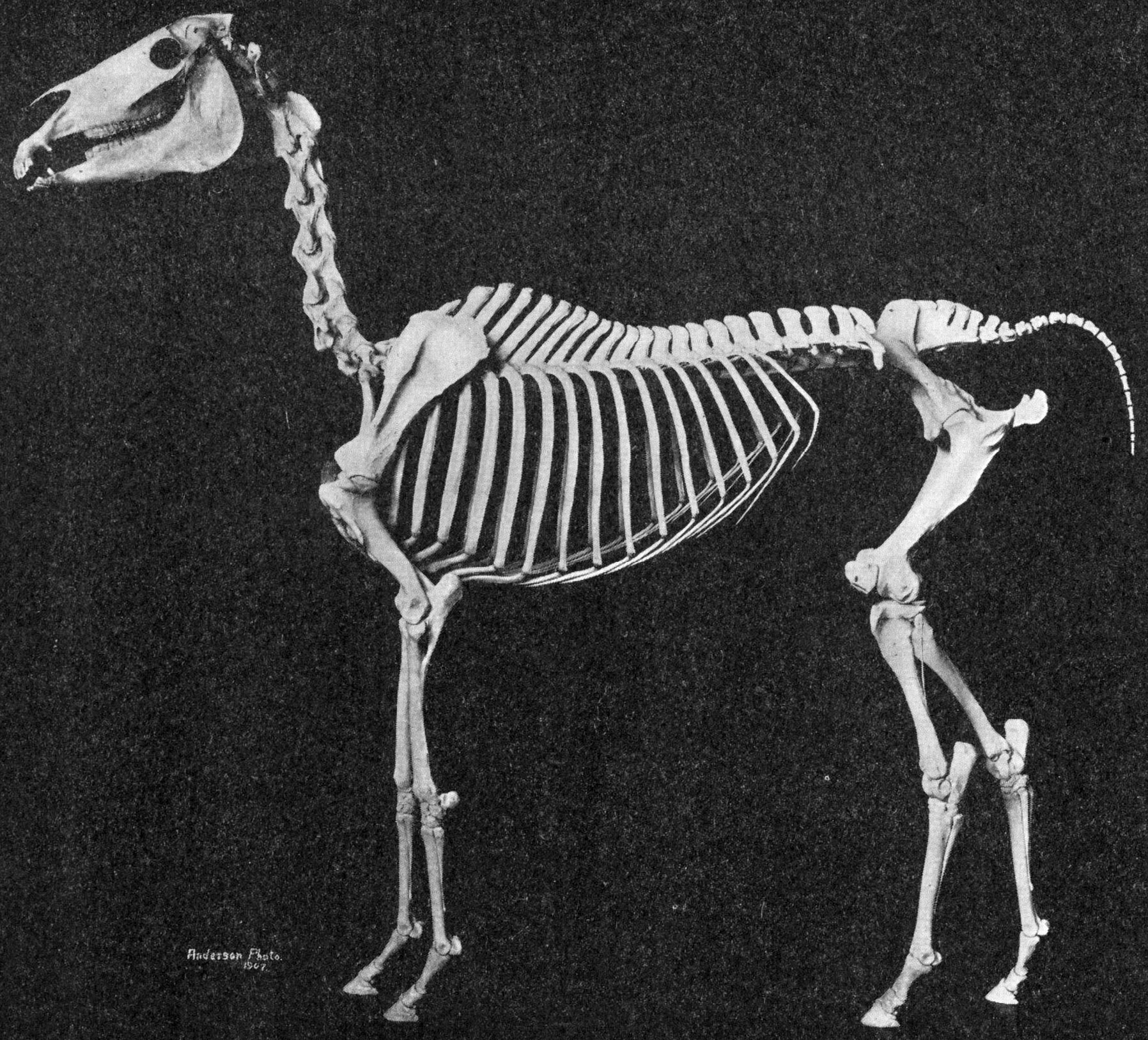
Squelette d'un cheval.
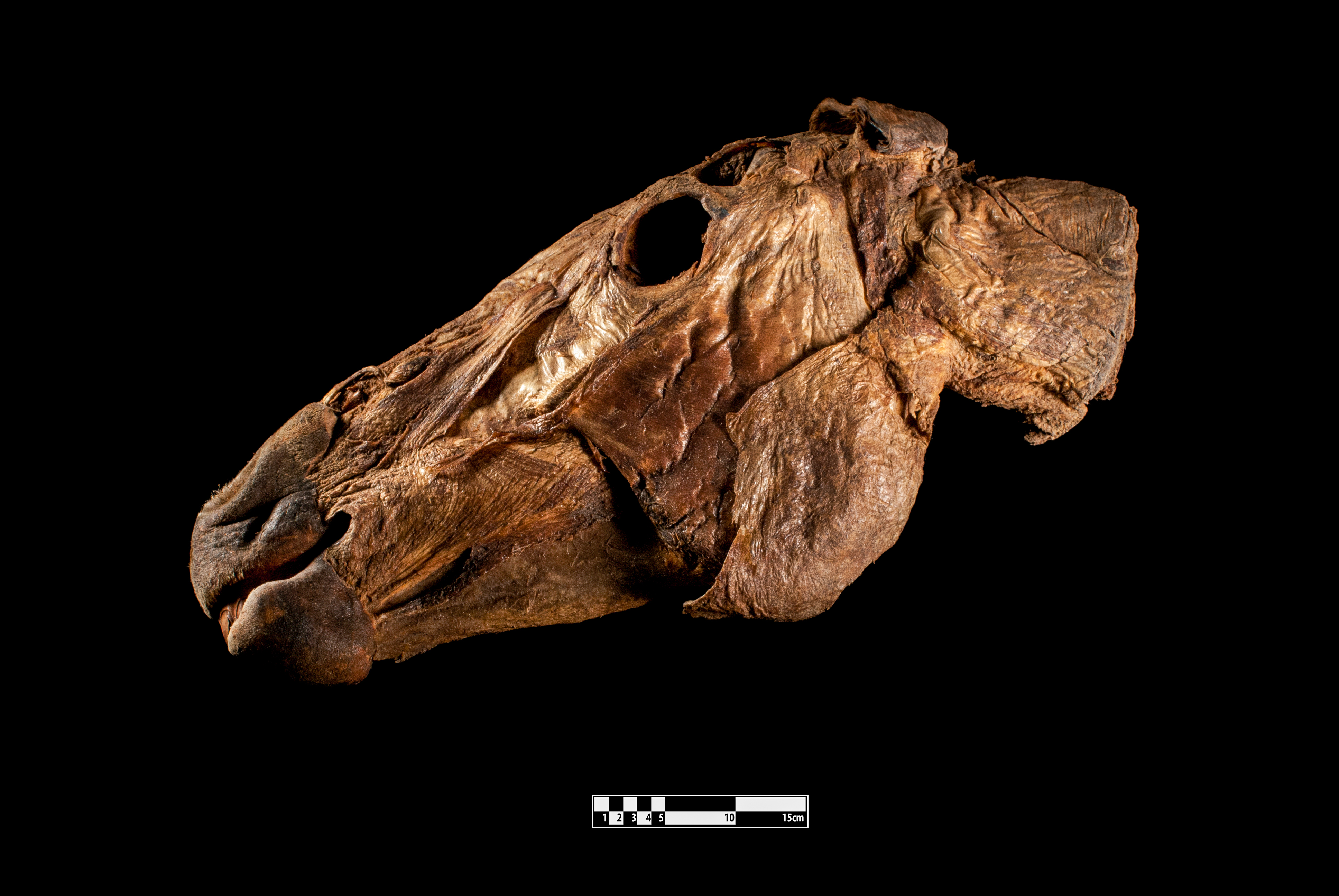
Technique de déshydratation sur une tête de cheval.
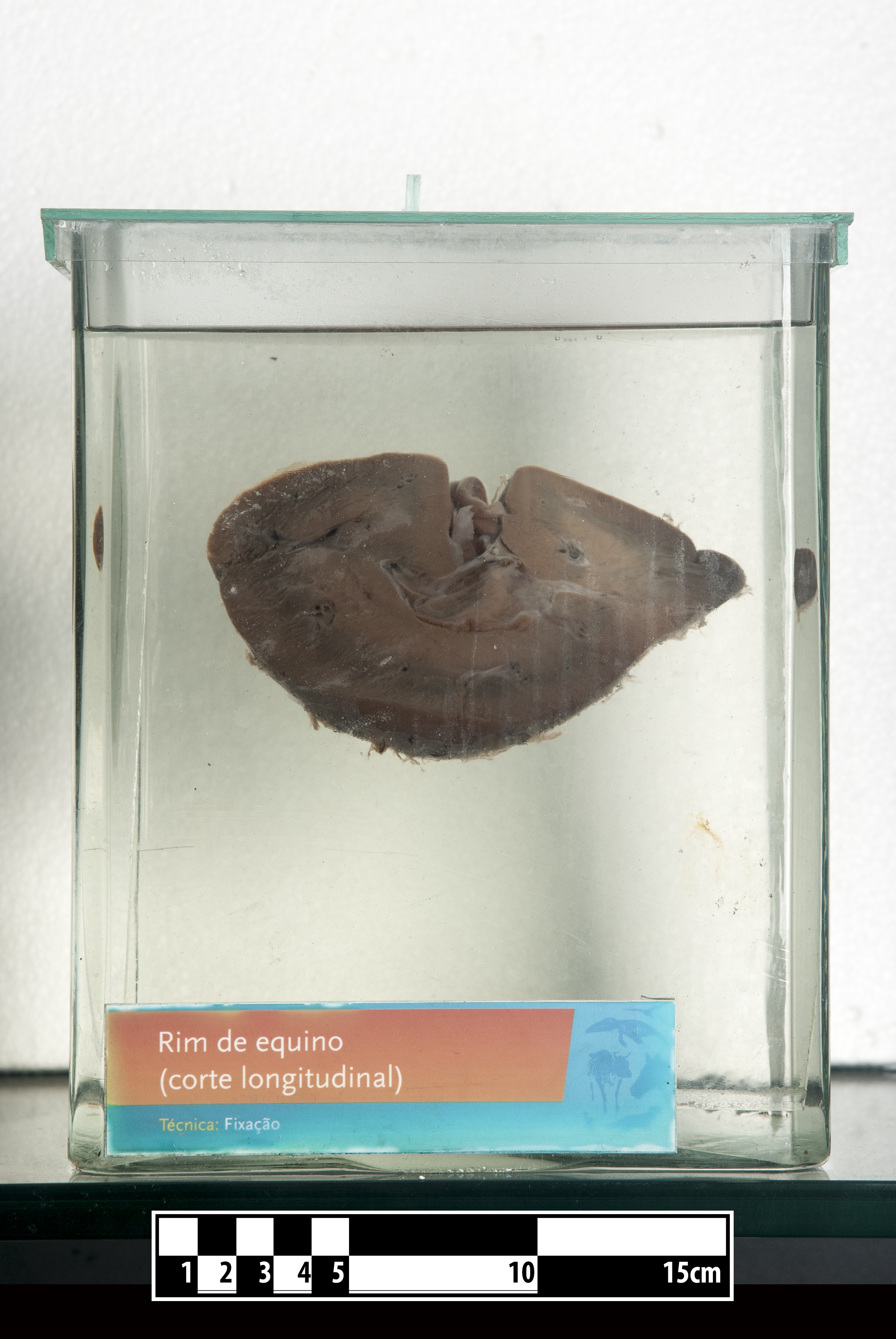
Reins en coupe longitudinale.
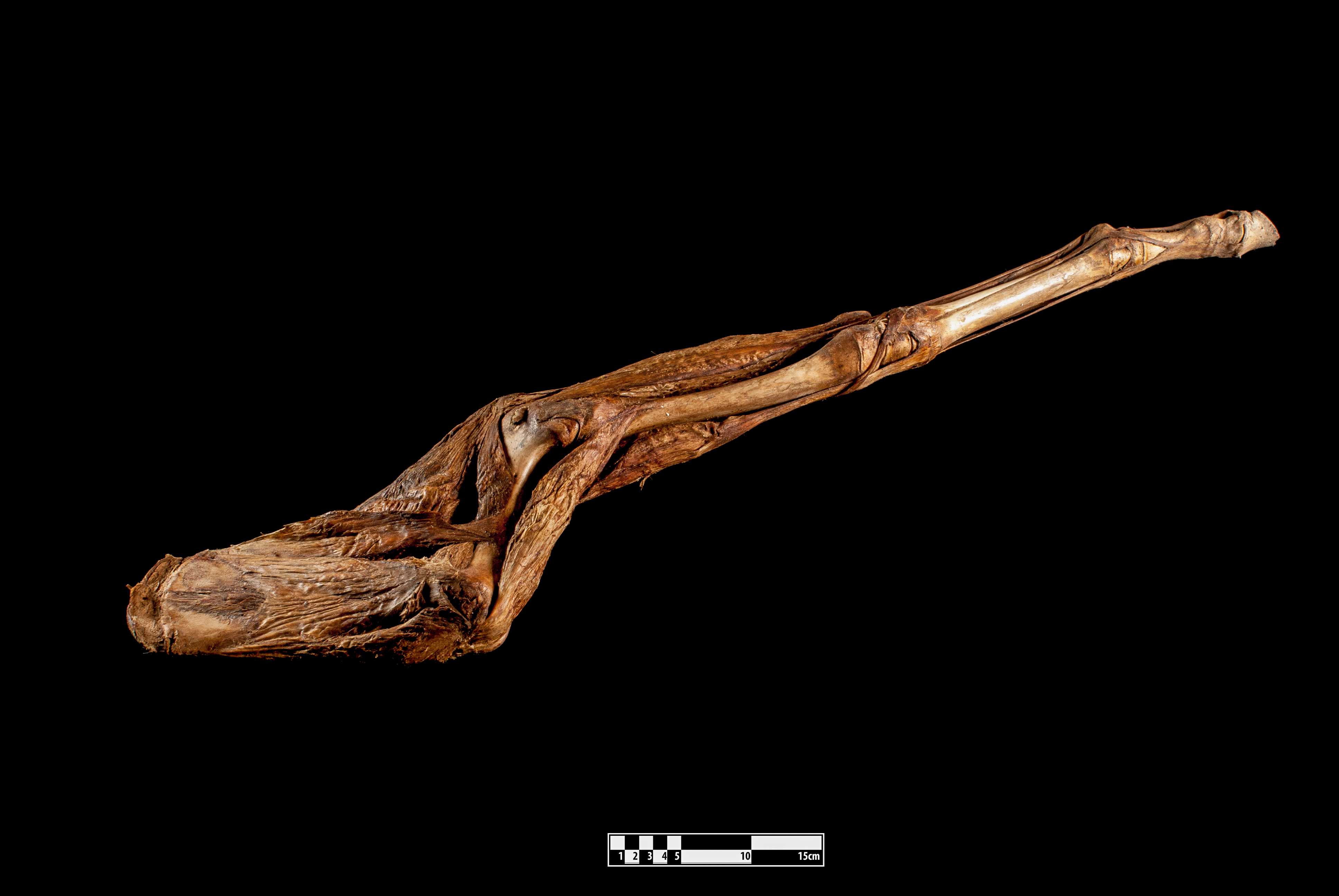
Technique de déshydratation sur un membre antérieur de cheval.